# سدیم اکسید
سدیم اکسید (به انگلیسی: Sodium oxide) با فرمول شیمیایی Na۲O یک ترکیب شیمیایی با شناسه پاب‌کم ۷۳۹۷۱ است. که جرم مولی آن 61.9789 g/mol می‌باشد. شکل ظاهری این ترکیب، جامد سفید است.